# أشلغاد
قرية أشلغاد، هي إحدى قرى مقاطعة سارلاهي التابعة لمديرية جاناكبور الواقعة في جنوب شرق النيبال وفقًا لتعداد عام 1991 بلغ عدد سكانها 2497 نسمة والأسر 467 أسرة.